# Latidae
Famille
La famille des Latidae est une famille de poissons de l’ordre des Perciformes. 
Une analyse cladistique de 2004, a montré que la famille Centropomidae était paraphylétique. L'ancienne sous-famille Latinae a depuis été élevée au rang de famille sous le nom Latidae.

## Liste des espèces
Selon ITIS et FishBase:
- genre Hypopterus
  - Hypopterus macropterus  (Günther, 1859)
- genre Lates
  - Lates angustifrons  Boulenger, 1906
  - Lates calcarifer  (Bloch, 1790)
  - Lates japonicus  Katayama & Taki, 1984
  - Lates longispinis  Worthington, 1932
  - Lates macrophthalmus  Worthington, 1929
  - Lates mariae  Steindachner, 1909
  - Lates microlepis  Boulenger, 1898
  - Lates niloticus  (Linnaeus, 1758)
  - Lates stappersii  (Boulenger, 1914)
- genre Psammoperca
  - Psammoperca waigiensis  (Cuvier, 1828)

Selon Paleobiology Database (4 mars 2019) :
- genre † Eolates Sorbini[3], 1970
  - † Eolates gracilis Louis Agassiz[4], 1833